# 十年後的電影票
《十年後的電影票》，為泰國GMM 25與TrueID於2022年12月14日起播出的電視劇。由歐帕瓦·吉沙晚迪（Ohm）、彤達婉·奔提維此弓（Tu）、鐘朋·阿盧迪吉朋及彬雅帕·珍帕誦（View）主演。
此劇由GMMTV製作，並在2021年12月GMMTV的「BORDERLESS」新戲發佈會上公開先導預告片。其後，此劇於2022年12月在GMM 25電視台及TrueID首播，2023年2月終映。

## 劇情簡介
Phukhao 和 Kongkwan 是兒時的朋友，因為他們的家人總是很親密。然而十年前，Kongkwan 的姐姐謀殺了 Phukhao 的哥哥，摧毀了他們的家庭，也摧毀了 Phukhao 和 Kongkwan 的一群朋友，讓他們的生活都變成了地獄。Phukhao不僅失去了他的兄弟，也失去了離開他的父親及他的母親， 而Kongkwan 的家人被貼上了殺人家族的標籤，她的姐姐則被判決重刑。從此以後，Phukhao對Kongkwan的報復從未間斷，儘管她是無辜的，卻指責她是兇手的妹妹。即使是那些對他來說就像兄弟一樣的最好的朋友，只要是不能接受任何他對Kongkwan的報復，就意味著斷絕他們的友誼。

## 演員陣容
註：括號內的演員姓名為小名。

### 主要人物
- 歐帕瓦·吉沙晚迪（Ohm）飾演 Phukao Siraphuchaya
- 彤達婉·奔提維此弓（Tu）飾演 Kongkwan
- 鐘朋·阿盧迪吉朋（Off）飾演 Plu
- 彬雅帕·珍帕誦（View）飾演 Lookzo

### 其他人物
- 吳夢凡（Pluem）飾演 Kawee Siraphuchaya（Mai）
- Pahn Riety 飾演 Sutthilak（Lak）
- 柏華力·莫高彼斯徹（Bank）飾演 Santi
- 妮可·塞瑞奧爾特（Nikki）飾演 Sai
- 奥利弗·普帕特（An）飾演 Somkiat
- Narumon Phongsupan（Koy）飾演 Veena
- 阿瑪琳·尼低彭 飾演 Oh
- 揚·切寧姆 飾演 Yo
- Sansanee Wattananukul 飾演 Pum
- 彭帕克·西里古爾（英语：Penpak Sirikul）（Tai）飾演 Pin
- Na Songkhla（Chalad）飾演 Piak
- 彩拿甘·阿旁蘇提南（Gunsmile）飾演 So
- 鄭壹飛（Foei）飾演 Champ
- Chanokwanun Rakcheep（Took）飾演 Ying
- 婉維茉·珍薩瓦米緹（June）飾演 Nueng
- 納塔里·瓦拉功勒希（Marc）
- 瀧蘇達·拉彎普拉瑟（英语：Suangsuda Lawanprasert）（Namfon）飾演 Thanya

## 劇集原聲帶
| 歌名                    | 歌手            | 來源  |
| ----------------------- | --------------- | ----- |
| แค่คิดก็ผิดแล้ว（Unlovable） | 歐帕瓦·吉沙晚迪 | [ 6 ] |

## 劇集迴響

### 泰國電視收視
- 收視最低的集數以藍色表示，收視最高的集數以紅色表示，而空格則表示該集的收視沒有相關數據。

| 集數 No.   | 播放日期       | 播放時段 (UTC+07:00) | 平均收視率 | 來源  |
| ---------- | -------------- | -------------------- | ---------- | ----- |
| 1          | 2022年12月14日 | 星期三 20:30         | 0.1        |       |
| 2          | 2022年12月15日 | 星期四 20:30         | 0.112      | [ 7 ] |
| 3          | 2022年12月21日 | 星期三 20:30         | 0.1        |       |
| 4          | 2022年12月22日 | 星期四 20:30         | 0.1        |       |
| 5          | 2022年12月28日 | 星期三 20:30         | 0.1        |       |
| 6          | 2022年12月29日 | 星期四 20:30         | 0.1        |       |
| 7          | 2023年1月4日   | 星期三 20:30         | 0.1        |       |
| 8          | 2023年1月5日   | 星期四 20:30         | 0.1        |       |
| 9          | 2023年1月11日  | 星期三 20:30         | 0.1        |       |
| 10         | 2023年1月12日  | 星期四 20:30         | 0.1        |       |
| 11         | 2023年1月18日  | 星期三 20:30         | 0.029      | [ 8 ] |
| 12         | 2023年1月19日  | 星期四 20:30         | 0.0        |       |
| 13         | 2023年1月25日  | 星期三 20:30         | 0.1        |       |
| 14         | 2023年1月26日  | 星期四 20:30         | 0.1        |       |
| 15         | 2023年2月1日   | 星期三 20:30         | 0.1        |       |
| 16         | 2023年2月2日   | 星期四 20:30         | 0.1        |       |
| 平均收視率 | 平均收視率     | 平均收視率           | 0.1        | 1     |

^1  基於每集的平均觀眾份額。

## 外部連結
- GMM25 官方網站 （页面存档备份，存于）（泰文）
- GMMTV 官方網站（泰文）
- YouTube上的《十年後的電影票》播放列表
- MyDramaList 劇集介紹及劇評 （页面存档备份，存于）（英文）
- 豆瓣电影上《十年後的電影票》的資料 （简体中文）